# Патентна грамота
Патентна грамота (англ. Letters patent) — виданий монархом документ, що надає будь-кому якісь права та привілеї.

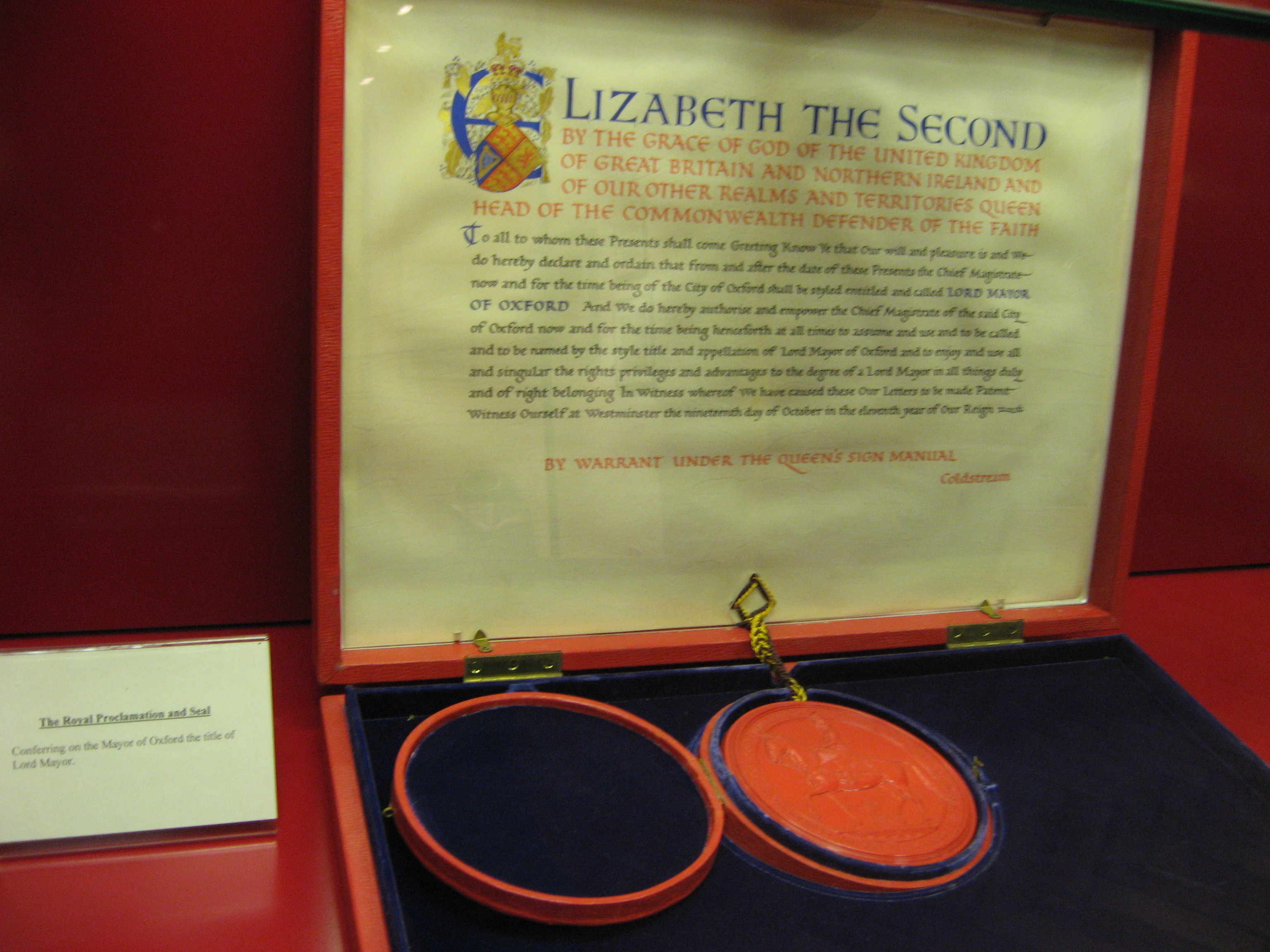
Видана королевою Єлизаветою II патентна грамота, яка засновує посаду лорд-мера Оксфорда

Походить від латинського терміна Litterae Patentes, що означає «відкрита грамота». Така грамота скріплювалася печаткою так щоб грамоту можна було розгорнути, пред'явивши її зміст, не порушуючи печатку. Цим патентні грамоти відрізнялися від іншого виду грамот, які не можна було прочитати, не зламавши печатки.
В даний час британський монарх видає патентні грамоти для призначення на офіційні посади, для заснування будь-яких організацій, а також деяких інших випадках. Наприклад, у 2013 Єлизавета II видала патентну грамоту, згідно з якою всі діти старшого сина принца Уельського Чарльза (відтепер Король Карл III) герцога Кембриджського Вільяма (відтепер Вільям, принц Уельський) наділяються титулом Королівської Високості і повинні іменуватися принцами або принцесами.
З патентних грамот, які надавали права на монопольне виробництво та продаж певного товару, виникли патенти на винаходи. Спочатку вони видавалися за бажанням монарха, при цьому навіть необов'язково самому винахіднику, їх міг отримати будь-хто з волі монарха.